# Sudić
Sudić és una antiga família respectada de Bòsnia, que han estat esmentats en el segle xiv com cavallers de la República de Poljica. Mehmet el-Sheikh el-Ebussuud el-İmadi era un parent de la família Sudić.